# Wikipédia en meitei
Wikipédia en meitei (en meitei : ꯃꯤꯇꯩꯂꯣꯟ ꯋꯤꯀꯤꯄꯦꯗꯤꯌꯥ [Meeteilon weekeepaydeeya]) est l’édition de Wikipédia en meitei, langue tibéto-birmane parlée principalement au Manipur en Inde. L'édition est lancée le 22 février 2021,,,. Son code est : mni.
Au 21 mars 2025, l'édition en meitei contient 10 433 articles et compte 7 010 contributeurs, dont 22 contributeurs actifs et 3 administrateurs.

## Présentation

Localisation de l'État de Manipur en Inde.
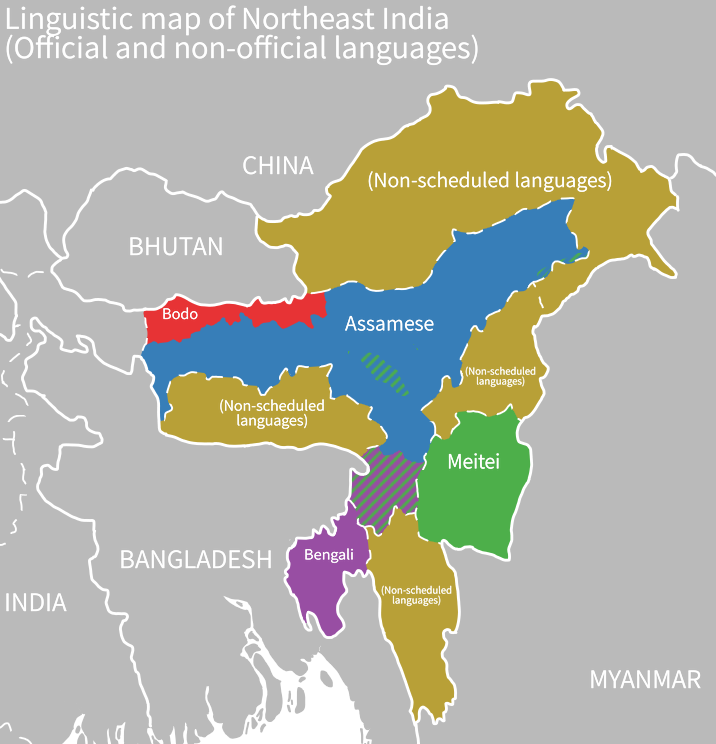
Carte linguistique dans le nord-est de l'Inde.
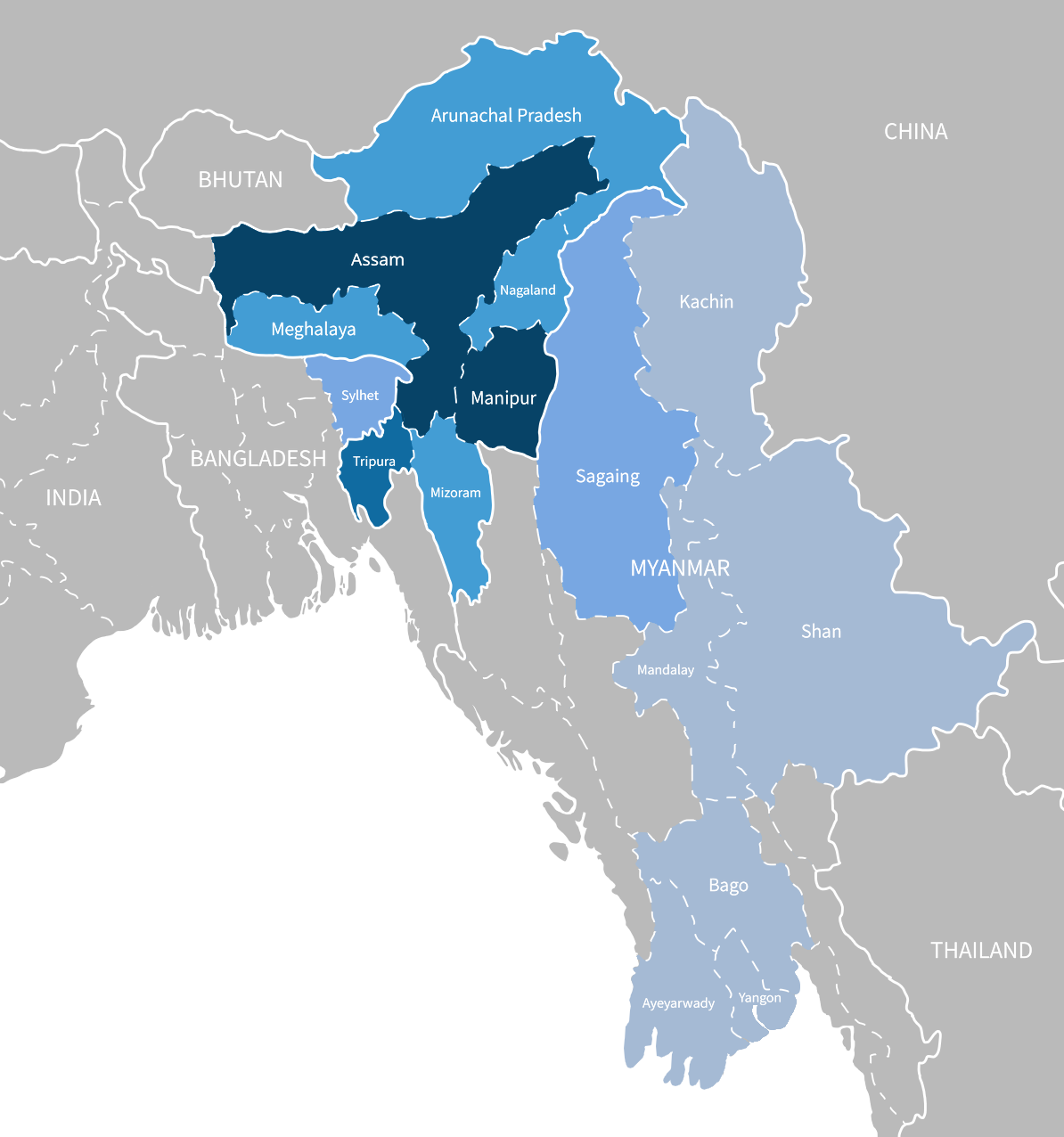
Diffusion  du matei.

## Statistiques
- Le 15 octobre 2022, l'édition en meitei contient 10 133 articles et compte 2 408 contributeurs, dont 17 contributeurs actifs et 1 administrateur.
- Le 4 octobre 2024, elle contient 10 435 articles et compte 5 105 contributeurs, dont 17 contributeurs actifs et 3 administrateurs.